# Everyone
«Everyone» es una canción del músico norirlandés Van Morrison publicada en el álbum de 1970 Moondance.
La canción es la más rápida del álbum, con un ritmo de 6/8 y una guitarra acústica más destacada con respecto al resto de canciones del álbum, donde el piano es el principal instrumento. Otra característica notable de la introducción es el uso de un clavinet. 
Líricamente, la canción es una celebración emotiva de la belleza de las zonas rurales del Reino Unido. Al respecto, Morrison comentó: ""Everyone" es una canción de esperanza, es eso lo que es".

## Personal
- Van Morrison: voz
- John Klingberg: bajo
- Jeff Labes: clavinet
- Gary Mallaber: batería
- John Platania: guitarra
- Jack Schroer: saxofón soprano
- Collin Tilton: flauta